# Josh Hart
Joshua "Josh" Aaron Hart (Silver Spring, 6 de março de 1995) é um jogador norte-americano de basquete profissional que atualmente joga no New York Knicks da National Basketball Association (NBA).
Hart jogou basquete universitário na Universidade Villanova e levou os Wildcats ao título nacional em seu terceiro ano.
Ele foi selecionado com a 30ª escolha geral pelo Utah Jazz no Draft da NBA de 2017 antes de ser negociado para o Los Angeles Lakers na mesma noite. Ele jogou duas temporadas pelos Lakers antes de ser trocado para o New Orleans Pelicans em 2019. Hart jogou três temporadas com os Pelicans e, em 2022, foi trocado para o Portland Trail Blazers. Em 2023, ele foi trocado para os Knicks.

## Inicio da vida
Filho de Moses e Pat Hart, Josh nasceu em 6 de março de 1995 em Silver Spring, Maryland. Ele tem dois irmãos, Moses Joseph e Aimee. Ele também é o sobrinho-neto do jogador de beisebol, Elston Howard.
Ele frequentou a Sidwell Friends School e no seu terceiro ano ele teve médias de 20,6 pontos e 11,6 rebotes. No entanto, ele quase foi expulso da escola devido a notas baixas, até que vários alunos e pais pediram à escola que lhe desse uma segunda chance. Em seu último ano, Hart teve médias de 24,3 pontos, 13,4 rebotes e 2,8 roubos de bola, levando a equipe a um recorde de 22-9. 
A Rivals o considerou o 82º melhor jogador da turma de 2013. Depois de considerar Rutgers e a Penn State, Hart assinou uma carta de intenções com Universidade Villanova em novembro de 2012.

## Carreira universitária

### Calouro
Membro do time de calouros da Big East de 2013-14, Hart teve médias de 7,8 pontos e 4,0 rebotes como um calouro em Villanova. Ele foi nomeado o Novato da Semana da Big East. 
Ele não arremessou a bola particularmente bem, acertando 31% de suas tentativas de três pontos, mas possuía "confiança incrível", de acordo com o assistente técnico Baker Dunleavy.
No segundo jogo de sua carreira universitária, uma vitória por 90-59 sobre Mount St. Mary's, Hart registrou um duplo-duplo de 17 pontos e 11 rebotes. Ele marcou 19 pontos em uma vitória por 88-67 sobre Rider em 21 de dezembro de 2013. Hart teve 18 pontos e oito rebotes na derrota para Seton Hall nas quartas-de-final do torneio da Big East.

### Segundo ano
Hart e seu companheiro de equipe, Darrun Hilliard, marcaram 20 pontos cada em uma vitória de 85-62 sobre Temple em 14 de dezembro de 2014. Ele marcou 21 pontos em 20 de dezembro contra Syracuse.
Em 28 de fevereiro de 2015, na segunda metade de um jogo contra Xavier, Hart foi atingido na boca durante uma disputa pela bola, exigindo pontos nos lábios.
No segundo ano, Hart foi eleito o sexto homem do ano da Big East na conclusão da temporada regular. "Ele é o sexto homem perfeito porque pode entrar e jogar em qualquer posição, exceto provavelmente armador", disse o técnico Jay Wright. Hart foi o melhor jogador do Torneio da Big East de 2015, o primeiro jogador a receber a honra. Ele foi o cestinha do torneio com média de 17,7 pontos, incluindo um desempenho de 20 pontos em uma vitória por 84-49 nas quartas-de-final sobre Marquette. Ele melhorou seu arremesso de três pontos e subiu o percentual para 47,3%. Ele melhorou suas médias para 10,1 pontos e 4,5 rebotes.

### Terceiro ano
Em 2 de janeiro de 2016, Hart marcou 25 pontos em uma vitória sobre Creighton. Hart liderou os Wildcats para alcançar o número um na pesquisa da AP subindo para o topo da classificação de basquete masculino da NCAA Division I de 2015-16 em 8 de fevereiro. Ele foi nomeado entre os 35 do Troféu Naismith em 11 de fevereiro.
No final da temporada regular, Hart foi escolhido por unanimidade pra Primeira-Equipe da Big East. Hart foi nomeado pra Terceira-Equipe All-American pela Associação Nacional de Treinadores de Basquetebol.
Ele então ajudou Villanova a ganhar o segundo título nacional na história da universidade, o primeiro desde 1985. Na temporada, ele teve médias de 15,5 pontos, 6,8 rebotes e 1,8 assistências. Hart brevemente pensou em participar do Draft da NBA de 2016, mas retirou seu nome antes do prazo final.

### Último ano

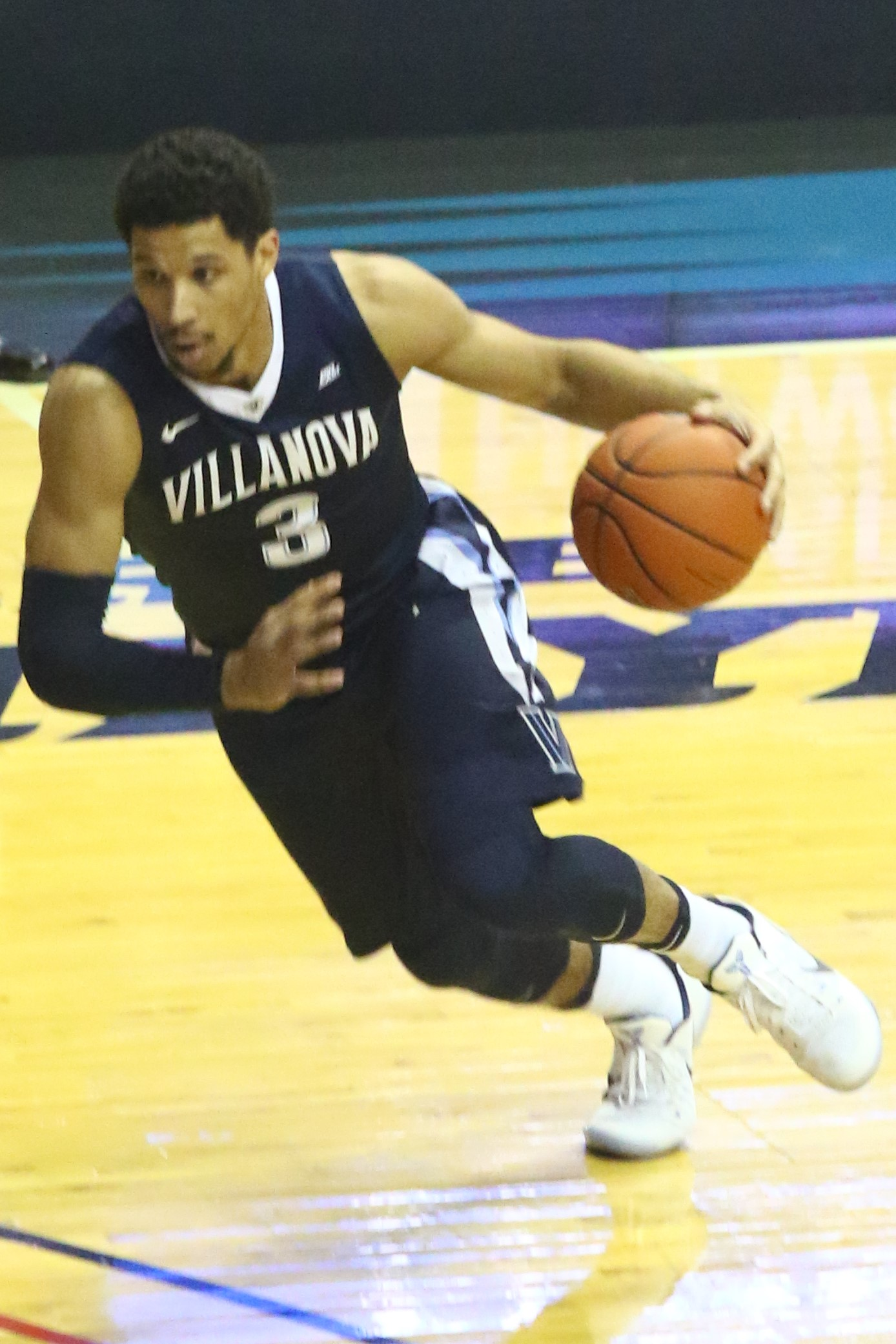
Hart jogando por Villanova em 2017

Em novembro, Hart marcou 30 pontos contra Wake Forest em uma vitória por 96-77 no Charleston Classic. Em 10 de dezembro, ele registrou 37 pontos, 11 rebotes e quatro assistências na vitória por 74-66 sobre Notre Dame.
Em 11 de março de 2017, no último jogo da temporada regular contra Creighton, Hart marcou 29 pontos em uma vitória por 74-60. Ao contrário da temporada anterior, Villanova seria eliminado na segunda rodada do Torneio da NCAA, quando Bronson Koenig superou Hart e os outros Wildcats, levando o Wisconsin a uma vitória por 65-62.
Em 19 de janeiro de 2022, a camisa número 3 de Hart foi aposentada pelos Wildcats.

## Carreira profissional

### Los Angeles Lakers (2017–2019)
Hart foi selecionado na primeira rodada do draft da NBA de 2017 pelo Utah Jazz como a 30ª escolha geral. Posteriormente, ele foi negociado para o Los Angeles Lakers junto com a 42ª escolha geral, Thomas Bryant, em troca da 28ª escolha geral dos Lakers, Tony Bradley.
Em sua primeira partida pela equipe, em 14 de dezembro de 2017, Hart registrou um duplo-duplo contra o Cleveland Cavaliers, marcando 11 pontos e pegando 10 rebotes. Hart fraturou a mão esquerda no treino em 28 de fevereiro e ficou afastado até o final de março. Em seu último jogo como calouro, ele marcou 30 pontos, a maior marca da carreira, contra o Los Angeles Clippers. Hart terminou a temporada com médias de 7,9 pontos e 4,2 rebotes, registrando 8 duplos-duplos. Ele acertou 39,6% dos arremessos de três pontos, liderando a equipe.
Hart foi nomeado MVP da Summer League de 2018 com médias de 24,2 pontos e 5,2 rebotes, e estabeleceu um novo recorde de pontos em um jogo da Summer League para os jogadores dos Lakers, com 37 pontos. Antes da temporada de 2018-19, ele trocou sua camisa para o número 3, depois de jogar com o número 5 como um novato. Em 28 de março de 2019, os Lakers anunciaram que Hart havia se submetido a um procedimento de desbridamento ultrassônico bem-sucedido no tendão patelar do joelho direito e que deveria perder o restante da temporada de 2018-19.

### New Orleans Pelicans (2019–2022)
Em 6 de julho de 2019, os Lakers trocaram Hart, Lonzo Ball, Brandon Ingram, os direitos de draft de De'Andre Hunter e duas primeiras escolhas para o New Orleans Pelicans pelo astro Anthony Davis.
Em 16 de fevereiro de 2021, Hart marcou 27 pontos, sua maior pontuação na temporada, e pegou nove rebotes durante uma vitória por 144-113 contra o Memphis Grizzlies. Em 13 de novembro de 2021, ele registrou 11 assistências, a maior marca de sua carreira, em uma vitória por 112 a 101 sobre os Grizzlies.

### Portland Trail Blazers (2022–2023)
Em 8 de fevereiro de 2022, o Portland Trail Blazers adquiriu Hart, Nickeil Alexander-Walker, Tomáš Satoranský, Didi Louzada, uma escolha de primeira rodada do draft de 2022, uma escolha de segunda rodada do draft de 2026 e a escolha de segunda rodada do draft de 2027 do New Orleans Pelicans em troca de CJ McCollum, Larry Nance Jr. e Tony Snell.
Em 12 de março, Hart marcou 44 pontos, o recorde de sua carreira, junto com 8 rebotes e 6 assistências em uma vitória por 127 a 118 sobre o Washington Wizards. Em 7 de novembro de 2022, ele registrou 12 pontos, nove rebotes e oito assistências, além de uma cesta de três pontos para vencer o jogo contra o Miami Heat por 110 a 107.

### New York Knicks (2023–Presente)

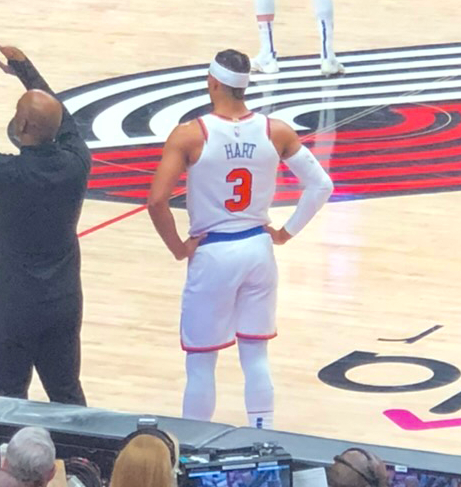
Hart ao lado de seu ex-técnico Chauncey Billups durante um jogo contra o Portland Trail Blazers em 2024

Em 8 de fevereiro de 2023, os Trail Blazers chegaram a um acordo para trocar Hart com o New York Knicks por Cam Reddish, Ryan Arcidiacono e Sviatoslav Mykhailiuk. No dia seguinte, o acordo foi reformulado em uma troca de quatro equipes envolvendo Trail Blazers, Knicks, Philadelphia 76ers e Charlotte Hornets.
Em 11 de fevereiro, Hart fez sua estreia nos Knicks e registrou 11 pontos, quatro assistências e sete rebotes na vitória por 126-120 sobre o Utah Jazz. Em 16 de abril, Hart fez sua estreia nos playoffs, registrando um duplo-duplo de 17 pontos e 10 rebotes, juntamente com duas assistências e um roubo de bola em uma vitória no jogo 1 sobre o Cleveland Cavaliers.
Em 10 de agosto de 2023, Hart assina uma extensão de contrato de quatro anos e US$ 81 milhões com os Knicks.
Em 30 de janeiro de 2024, Hart registrou seu primeiro triplo-duplo na carreira com 10 pontos, 10 rebotes e 10 assistências em uma vitória por 118 a 103 sobre o Jazz. Em 8 de fevereiro, ele registrou seu segundo triplo-duplo na carreira com 23 pontos, 10 rebotes e 12 assistências em uma derrota por 122 a 108 para o Dallas Mavericks. Em 26 de fevereiro, Hart fez a bandeja vencedora do jogo em uma vitória por 113 a 111 sobre o Detroit Pistons. Em 18 de março, ele jogou todos os 48 minutos de uma vitória contra o Golden State Warriors, juntando-se a Clyde Frazier e Jerry Lucas como os únicos jogadores na história da franquia a realizar o feito. Em 20 de abril, durante o Jogo 1 de um confronto da primeira rodada contra o Philadelphia 76ers, Hart marcou 22 pontos e pegou 13 rebotes na vitória por 111–104.

## Estatísticas da carreira

### NBA

#### Temporada Regular
| Ano      | Equipe      | PJ  | PT  | MPJ  | AP   | 3P   | LL   | RT  | AS  | BR  | TO | PPJ  |
| -------- | ----------- | --- | --- | ---- | ---- | ---- | ---- | --- | --- | --- | -- | ---- |
| 2017–18  | L.A. Lakers | 63  | 23  | 23.2 | .469 | .396 | .702 | 4.2 | 1.3 | .7  | .3 | 7.9  |
| 2018–19  | L.A. Lakers | 67  | 22  | 25.6 | .407 | .336 | .688 | 3.7 | 1.4 | 1.0 | .6 | 7.8  |
| 2019–20  | New Orleans | 65  | 16  | 27.0 | .423 | .342 | .739 | 6.5 | 1.7 | 1.0 | .4 | 10.1 |
| 2020–21  | New Orleans | 47  | 4   | 28.7 | .439 | .326 | .775 | 8.0 | 2.3 | .8  | .3 | 9.2  |
| 2021–22  | New Orleans | 41  | 40  | 33.5 | .505 | .323 | .753 | 7.8 | 4.1 | 1.1 | .3 | 13.4 |
| 2021–22  | Portland    | 13  | 13  | 32.1 | .503 | .373 | .772 | 5.4 | 4.3 | 1.2 | .2 | 19.9 |
| 2022–23  | Portland    | 51  | 51  | 33.4 | .504 | .304 | .731 | 8.2 | 3.9 | 1.1 | .2 | 9.5  |
| 2022–23  | New York    | 25  | 1   | 30.0 | .586 | .519 | .789 | 7.0 | 3.6 | 1.4 | .5 | 10.2 |
| 2023–24  | New York    | 81  | 42  | 33.4 | .434 | .310 | .791 | 8.3 | 4.1 | .9  | .3 | 9.4  |
| Carreira | Carreira    | 453 | 212 | 29.6 | .474 | .358 | .748 | 6.5 | 2.9 | 1.0 | .3 | 10.8 |

#### Playoffs
| Ano      | Equipe   | PJ | PT | MPJ  | AP   | 3P   | LL   | RT   | AS  | BR  | TO | PPJ  |
| -------- | -------- | -- | -- | ---- | ---- | ---- | ---- | ---- | --- | --- | -- | ---- |
| 2023     | New York | 11 | 5  | 32.1 | .479 | .313 | .636 | 7.4  | 2.2 | .8  | .3 | 10.4 |
| 2024     | New York | 13 | 13 | 42.1 | .440 | .373 | .729 | 11.5 | 4.5 | 1.0 | .8 | 14.5 |
| Carreira | Carreira | 24 | 18 | 37.1 | .459 | .342 | .682 | 9.4  | 3.3 | .9  | .5 | 12.4 |

### Universitário
| Ano      | Equipe    | PJ  | PT | MPJ  | AP   | 3P   | LL   | RT  | AS  | BR  | TO | PPJ  |
| -------- | --------- | --- | -- | ---- | ---- | ---- | ---- | --- | --- | --- | -- | ---- |
| 2013–14  | Villanova | 34  | 1  | 21.4 | .500 | .313 | .677 | 4.4 | .9  | .6  | .3 | 7.8  |
| 2014–15  | Villanova | 36  | 2  | 25.5 | .515 | .464 | .670 | 4.5 | 1.5 | 1.1 | .4 | 10.1 |
| 2015–16  | Villanova | 40  | 39 | 31.4 | .513 | .357 | .752 | 6.8 | 1.9 | 1.2 | .3 | 15.5 |
| 2016–17  | Villanova | 36  | 35 | 33.1 | .510 | .404 | .747 | 6.4 | 2.9 | 1.6 | .3 | 18.7 |
| Carreira | Carreira  | 146 | 77 | 27.8 | .509 | .384 | .711 | 5.5 | 1.7 | 1.1 | .3 | 13.0 |

Fonte:

## Vida pessoal
Hart joga videogames, como Call of Duty: Modern Warfare, em seu canal na Twitch. Ele é fã do time de sua cidade natal, o Washington Commanders, e também do clube de futebol da Premier League, Chelsea.
Em outubro de 2020, ele doou US$10.000 para os esforços de ajuda aos incêndios florestais em Napa Valley.
Hart é casado com Shannon Phillips, com quem tem filhos gêmeos, nascidos em maio de 2023. Seu tio-avô é o ex-jogador de beisebol do New York Yankees, Elston Howard.

## Prêmios e honras

### Faculdade
- Campeão da NCAA - (2016)

- Jogador do Ano da Big East – (2017)

- Prêmio Julius Erving - (2017)

- Primeira-Equipe All-American - SN (2017)

- Terceira-Equipe All-American - (2016)

- Primeira-Equipe All-Big East - (2016, 2017)

- Sexto homem da Big East - (2015)

- Troféu Robert V. Geasey (2017)